# Gentianella gilgiana
Gentianella gilgiana är en gentianaväxtart som först beskrevs av Hermann Johann O. Reimers, och fick sitt nu gällande namn av Fabris och J.S. Pringle. Gentianella gilgiana ingår i släktet gentianellor, och familjen gentianaväxter. Inga underarter finns listade i Catalogue of Life.